# Операция «Богатый урожай»
Операция «Богатый урожай» (Operation Essential Harvest, Task Force Harvest) — миротворческая операция НАТО в Республике Македония в августе — сентябре 2001 года. Операция была проведена по просьбе правительства Македонии, задача состояла в сборе оружия у албанских незаконных вооружённых формирований.

## Ход событий
В январе 2001 года в Республике Македонии начались интенсивные межэтнические столкновения между македонцами и албанцами. Конфликт формально завершился подписанием Охридского соглашения 13 августа 2001 года.
20 июня 2001 года президент Республики Македонии Борис Трайковский обратился в НАТО с просьбой о помощи в разоружении боевиков. 29 июня в НАТО был подготовлен план миротворческой операции, условием которой было согласие обеих сторон конфликта и прекращение огня. Военные силы, предназначенные для операции, получили название Task Force Harvest.
Группа офицеров планирования НАТО прибыла в Республику Македонию 14 августа — на следующий день после подписания соглашения между правительством и представителями албанского меньшинства. Передовой отряд британских миротворцев численностью 400 человек разместился в Скопье 17 августа. 22 августа было развёрнуто ещё 3100 военных. Операция официально началась 22 августа в 14:00 по московскому времени. Операцией руководил генерал-майор Гуннар Ланге.
По плану солдаты НАТО должны были собрать и уничтожить оружие боевиков, но только то, что было им передано. Они не имели полномочий на проведение обысков и изъятие оружия или боеприпасов.
Реально сбор оружия начался 27 августа в населённом пункте Нишкутак. В тот же день от ранений, полученных накануне в ходе столкновения с албанскими экстремистами, скончался британский военнослужащий из состава миротворческих сил.
НАТО объявило об окончании операции 26 сентября 2001 года. Албанские боевики сдали 3,3 тыс. единиц оружия. С 27 сентября начался вывод войск НАТО, большинство миротворцев покинуло Республику Македонию.
После операции «Богатый урожай» НАТО провело в Республике Македонии операцию «Янтарная лиса» (англ. Operation Amber Fox)